# 馬里夫卡 (布利茲紐基區)
48°49′53″N 36°27′19″E / 48.83139°N 36.45528°E
馬爾伊夫卡（烏克蘭語：Мар'ївка）是位於烏克蘭東部的村莊，由哈爾科夫州洛佐瓦區的布利茲紐基市鎮負責管轄。該村處於大捷爾尼夫卡河畔，始建於1825年，面積0.13平方公里，海拔高度136米，2001年人口60。